# Thersamonia strigifera
Thersamonia strigifera är en fjärilsart som beskrevs av Schultz 1905. Thersamonia strigifera ingår i släktet Thersamonia och familjen juvelvingar. Inga underarter finns listade i Catalogue of Life.